# Error Modes and Effects Analysis
EMEA (ang. Error Modes and Effects Analysis) – procedura analizy rodzajów błędów i ich możliwych skutków w procesie. Analiza taka przeprowadzana jest w organizacji w celu zidentyfikowania i uniknięcia potencjalnych błędów przy pomocy metod usprawnienia procesu. Skutkiem takiej analizy jest poprawa mierzalnych parametrów jakości. 